# Električni upor
Eléktrični upòr ali eléktrična upórnost (oznaka R) je fizikalna in elektrotehniška količina, določena z Ohmovim zakonom kot razmerje med napetostjo U na električnem uporniku in tokom I, ki teče skozenj:
{\displaystyle R={\frac {U}{I}}}
V elektrotehniki količino po navadi imenujejo električna upornost, v fiziki pa je pogostejše poimenovanje električni upor.
Zaradi upora se električni vodniki segrevajo in oddajajo toploto. Nekatere snovi imajo lastnost, da njihov električni upor pri zelo nizkih temperaturah pade na nič. Pojav je znan kot superprevodnost.
Pri izmeničnem toku poleg komponente ohmske upornosti učinkujeta še induktivna in kapacitivna upornost. Vektorsko vsoto vseh treh komponent upornosti imenujemo impedanca.
Mednarodni sistem enot predpisuje za električni upor izpeljano enoto ohm. Obratna vrednost električnega upora je konduktanca.